# Lavanttal-Arena
Lavanttal-Arena (Wolfsberger Stadion) – wielofunkcyjny stadion w Wolfsbergu, w Austrii. Został otwarty 31 maja 1988 roku. Może pomieścić 7300 widzów. Swoje spotkania na obiekcie rozgrywają piłkarze klubu Wolfsberger AC.
Obiekt został zainaugurowany 31 maja 1988 roku, a na otwarcie odbył się mecz eliminacyjny do turnieju piłkarskiego na Igrzyskach Olimpijskich 1988 pomiędzy Austrią, a Finlandią (0:2). W 2012 roku Wolfsberger AC po raz pierwszy w historii awansował do Bundesligi. W tym samym roku wybudowano nową trybunę wschodnią oraz sektor gości, zwiększając pojemność stadionu z około 5000 do 7300 widzów. W 2019 roku sektor gości został zadaszony.